# Lundin Petroleum
Lundin Petroleum é uma companhia petrolífera sueca, sediada em Estocolmo.

## História
A companhia foi estabelecida em 2001 por Adolf H. Lundin.